# Renia Spiegel
Renia Spiegel (18 tháng 6 năm 1924 - 30 tháng 7 năm 1942) là một người viết nhật ký người Do Thái gốc Ba Lan đã bị giết trong Thế chiến II trong Holocaust.
Nhật ký của Spiegel, được lưu giữ trong độ tuổi từ 15 đến 18, ghi lại trải nghiệm của cô khi còn là một thiếu niên sống ở thành phố Przemyśl qua Thế chiến II khi điều kiện cho người Do Thái xấu đi. Spiegel đã viết về các chủ đề thông thường như trường học, tình bạn, và sự lãng mạn, cũng như về nỗi sợ hãi của cô về cuộc chiến đang phát triển và về việc bị buộc phải chuyển đến khu ghetto Przemyśl. Là một cuốn nhật ký về Holocaust, nó độc đáo ở chỗ nó ghi lại những trải nghiệm dưới sự cai trị của cả Liên Xô và Đức Quốc xã.
Mặc dù nó thuộc sở hữu của gia đình Spiegel trong nhiều thập kỷ, cuốn nhật ký không được người khác đọc cho đến năm 2012.

## Tiểu sử
Renia Spiegel sinh ngày 18 tháng 6 năm 1924 tại Uhryńkowce, sau đó ở Ba Lan và bây giờ ở miền tây Ukraine, với cha mẹ là người Do Thái Ba Lan Bernard Spiegel và Róża Maria Leszczyńska. Cô lớn lên trên khu đất rộng lớn của cha mình trên sông Dniester gần biên giới Rumani cũ, cùng với một người em gái nhỏ hơn cô, Ariana (nay là Elizabeth Bellak), một ngôi sao điện ảnh trẻ em ở Ba Lan.